# موريس شيفالييه
موريس شيفالييه (بالفرنسية: Maurice Chevalier) (1888 - 1972م). ممثل فرنسي ومطرب عالمي محبوب، اشتهر بقبعته المصنوعة من القش وبأسلوبه المرح الجذاب.
ولد موريس أوغست شيْفَالْييهْ في باريس. ظهر أول مرة عام 1901م مطربًا كوميديًا في إحدى القاعات في باريس. بدأ عام 1909م يمثل في فولي برجيه وهو مسرح استعراضات.
وأول فيلم أمريكي اشترك فيه هو الفيلم الموسيقي البريئون في باريس (1929م). ولمع نجمه بين 1929 و 1935م، وظهر في 11 فيلمًا موسيقيًا آخر. غنى شيفالييه أغنيتي لويز في فيلم البريئون في باريس، وميمي في فيلم أحبني الليلة (1932م).
ارتبطت هاتان الأغنيتان بشيفالييه طوال مستقبله الفني. ومن أفلامه الأخيرة. الحب بعد الظهر (1957م)؛ جيجي (1958م)؛ فاني (1961م)؛ بحثًا عن المنبوذين (1962م).

## روابط خارجية
- موريس شيفالييه على موقع IMDb (الإنجليزية)
- موريس شيفالييه على موقع الموسوعة البريطانية (الإنجليزية)
- موريس شيفالييه على موقع روتن توميتوز (الإنجليزية)
- موريس شيفالييه على موقع مونزينجر (الألمانية)
- موريس شيفالييه على موقع ألو سيني (الفرنسية)
- موريس شيفالييه على موقع ميوزك برينز (الإنجليزية)
- موريس شيفالييه على موقع تيرنر كلاسيك موفيز (الإنجليزية)
- موريس شيفالييه على موقع أول موفي (الإنجليزية)
- موريس شيفالييه على موقع قاعدة بيانات برودواي على الإنترنت (الإنجليزية)
- موريس شيفالييه على موقع قاعدة بيانات الأفلام السويدية (السويدية)